# Гауценберзький графіт
Гауценберзький графіт (нім. Hauzenberger Graphite) — це родовище графіту поблизу міста Гауценберга, район Кропфмюль, в якому вже більше століття видобувають графіт із шестикутною структурою шарової ґратки та густиною 2,25. Це єдине родовище графіту в Німеччині, але не такої якості, як цейлонський графіт.
Перші графітові копальні виникли на початку 18 ст. Графіт добували на поміщицьких копальнях.
Спочатку видобутий матеріал оброблявся лише в околицях Пассау, особливо в Обернцеллі, як доповнення до класичних глиняних тиглів («гессенські тиглі») і називався та продавався як «тиглі Пассау». Техніка додавання графіту до гессенського тигля була незабаром прийнята виробниками тиглів у Гессені (район Гросальмероде), які мали набагато більші потужності та родовища глини, а також виробниками тиглів у Нехайм-Хюстені у Північному Рейні-Вестфалії. З того часу він є основною сумішшю для всіх глиняно-графітових тиглів, також виготовлених в Англії (Морган) і США (Везувій).
Титаніт вперше був виявлений в графітових копальнях Гауценберга в 1795 році. Тому ця місцевість також вважається типовою місцевістю для мінерала титаніту. Інші знахідки мінералів на цьому місці включають польовий шпат, слюду, рогову обманку, кварц і тальк.

## Інтернет-ресурси
- Ernst Brunhuber (Begründer): Gießerei-Lexikon. 17. Auflage, vollständig neu bearbeitet und herausgegeben von Stephan Hasse. Schiele & Schön, Berlin 1997, ISBN 3-7949-0606-3.